# Храм огня

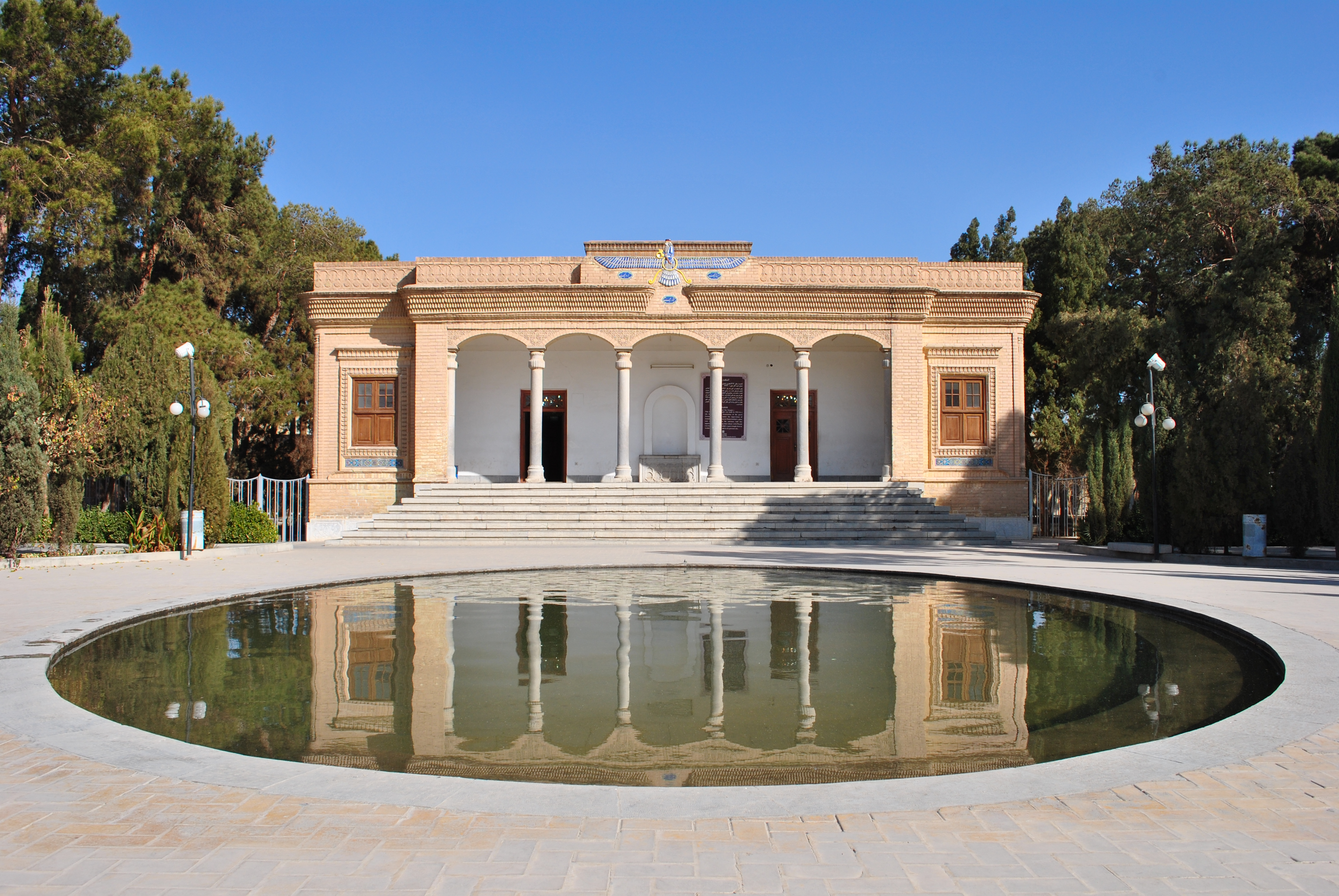
Современный храм огня в Йезде, Иран

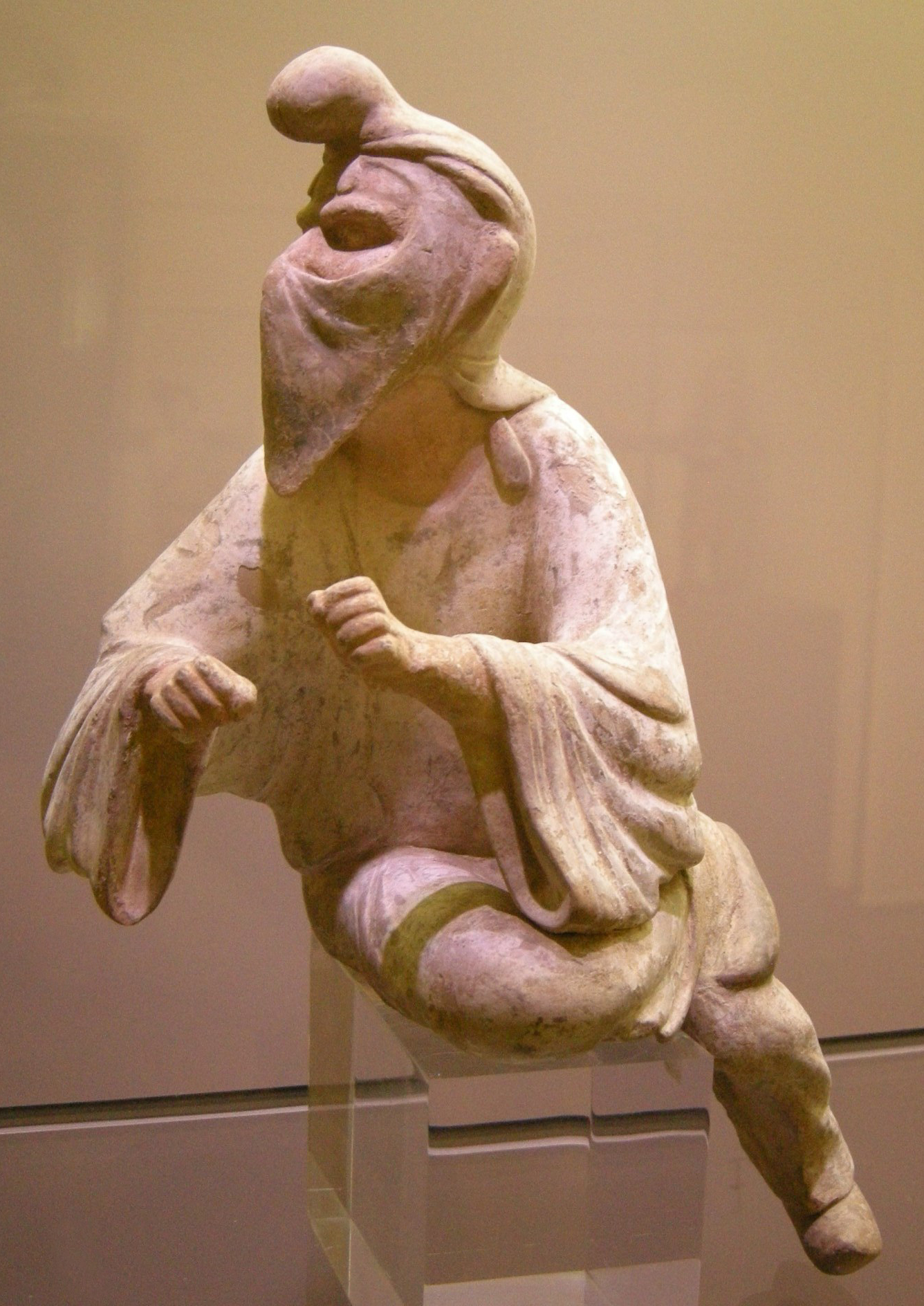
Китайская глиняная фигурка VIII века (династия Тан), атрибутируется как «персидский всадник». Предположительно, может изображать согдийского зороастрийского священника, занимающегося ритуалом в храме огня; схожие лицевые завесы использовались, чтобы избежать заражения священного огня дыханием или слюной; Музей восточного искусства (Турин), Италия

Храм огня — религиозное сооружение, предназначенное для отправления культа в зороастризме.
Священный огонь в зороастризме (атар) вместе с чистой водой (абан) является символом ритуального очищения, целью которого и являются многие священные ритуалы зороастрийской религии.
Культ огня на территории современного Ирана известен как минимум со времён Древнеперсидской державы (в частности, алтари со священным огнём описывали Геродот и Страбон). Такие святилища возводились на искусственных холмах и никогда не имели крыши — это было связано с представлениями о том, что божество не может быть заперто в помещении. Храмы огня как культовые сооружения появились, как считается, не ранее, чем в IV веке до н. э., при Селевкидах, и получили особенное распространение в период правления династии Сасанидов.
После арабского завоевания Персии многие храмы огня были разрушены или превращены в мечети, но некоторые уцелели, а в XX веке началось постепенное их восстановление.

## Галерея

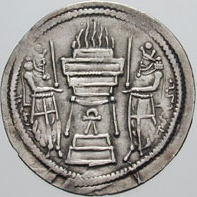
Шапур II
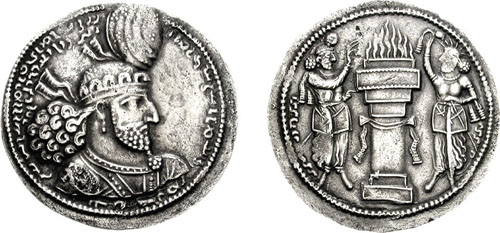
Ормизд I
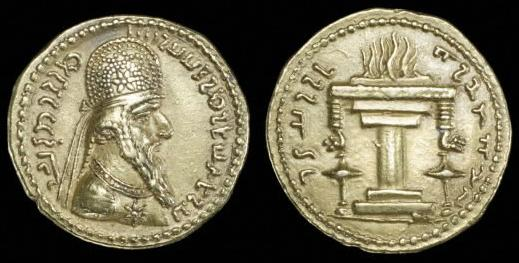
Ардашир Папакан
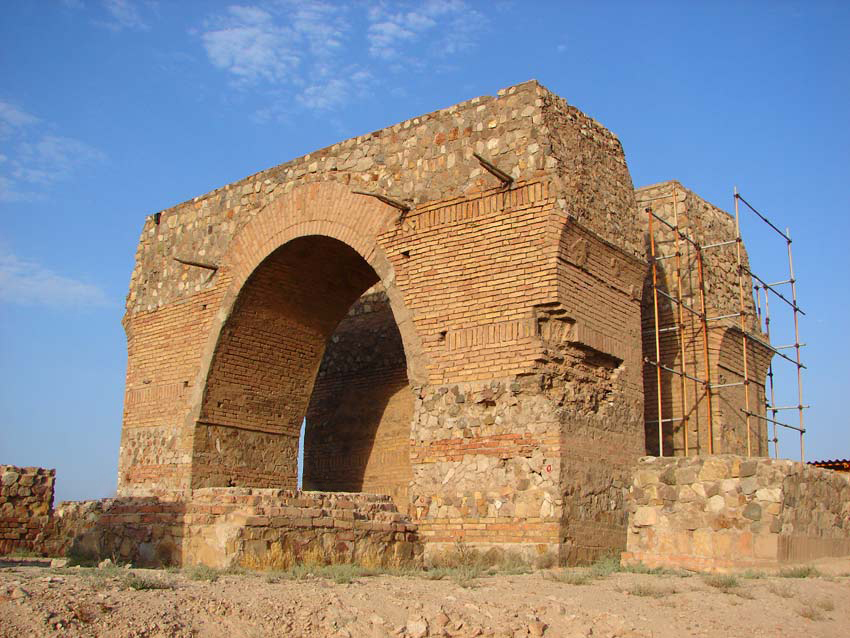
Изображение храма огня Бахрама[англ.]
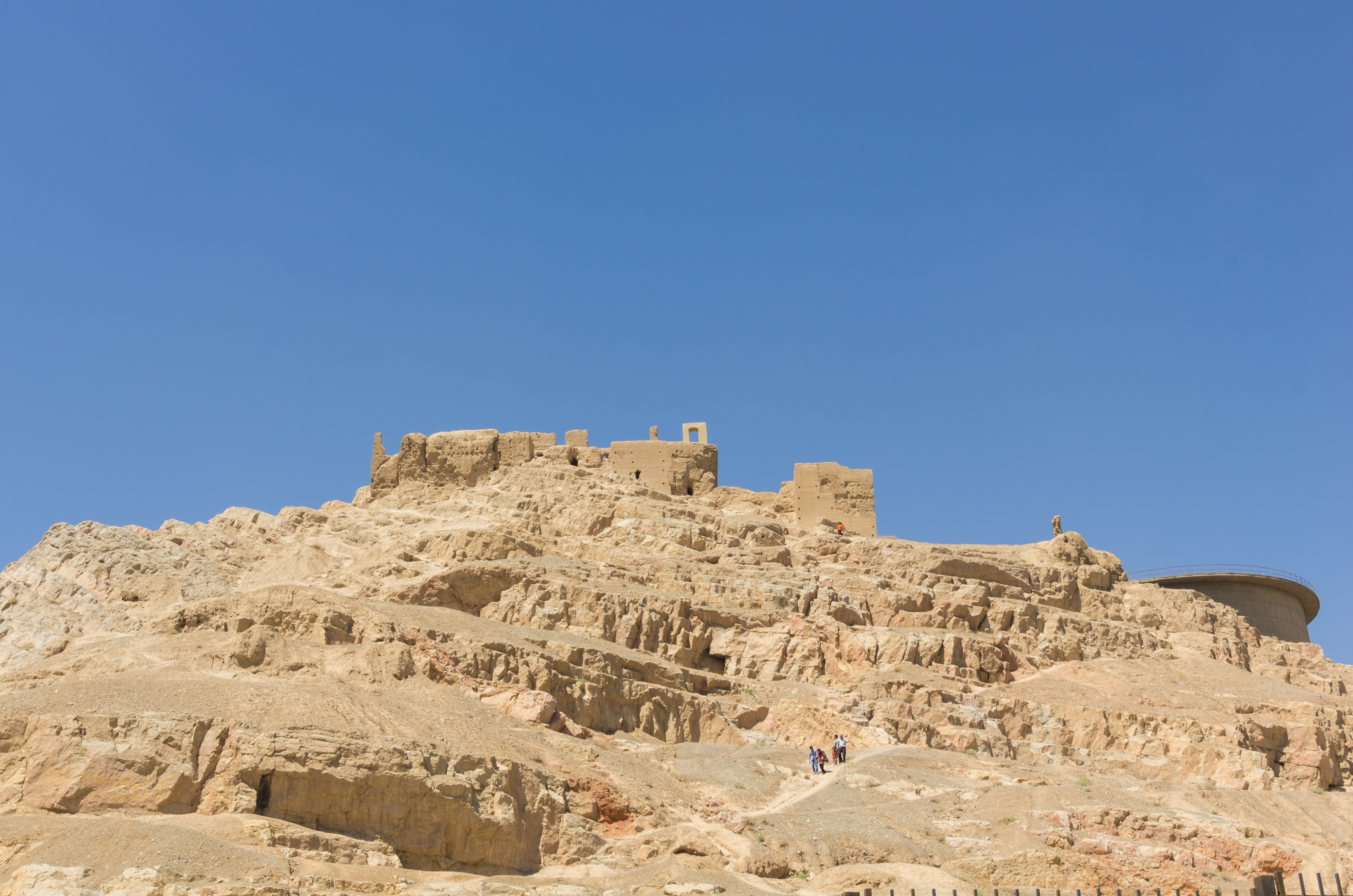
Храм огня Исфахана[англ.]
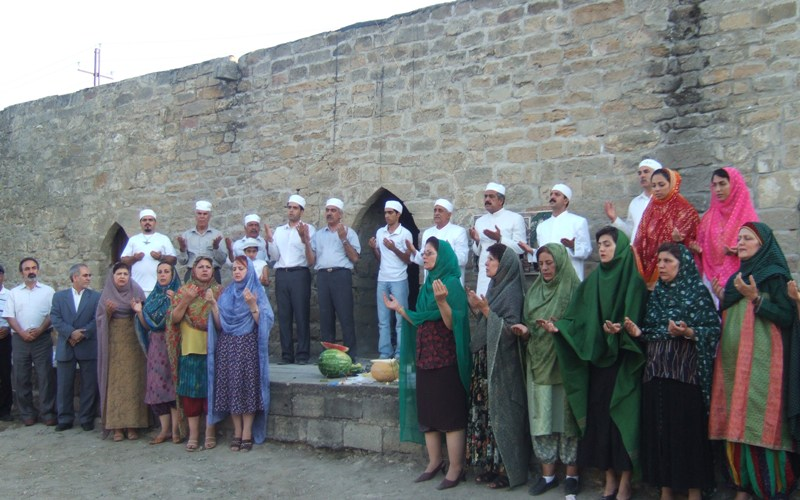
Иранские зороастрийцы молятся в Атешгяхе
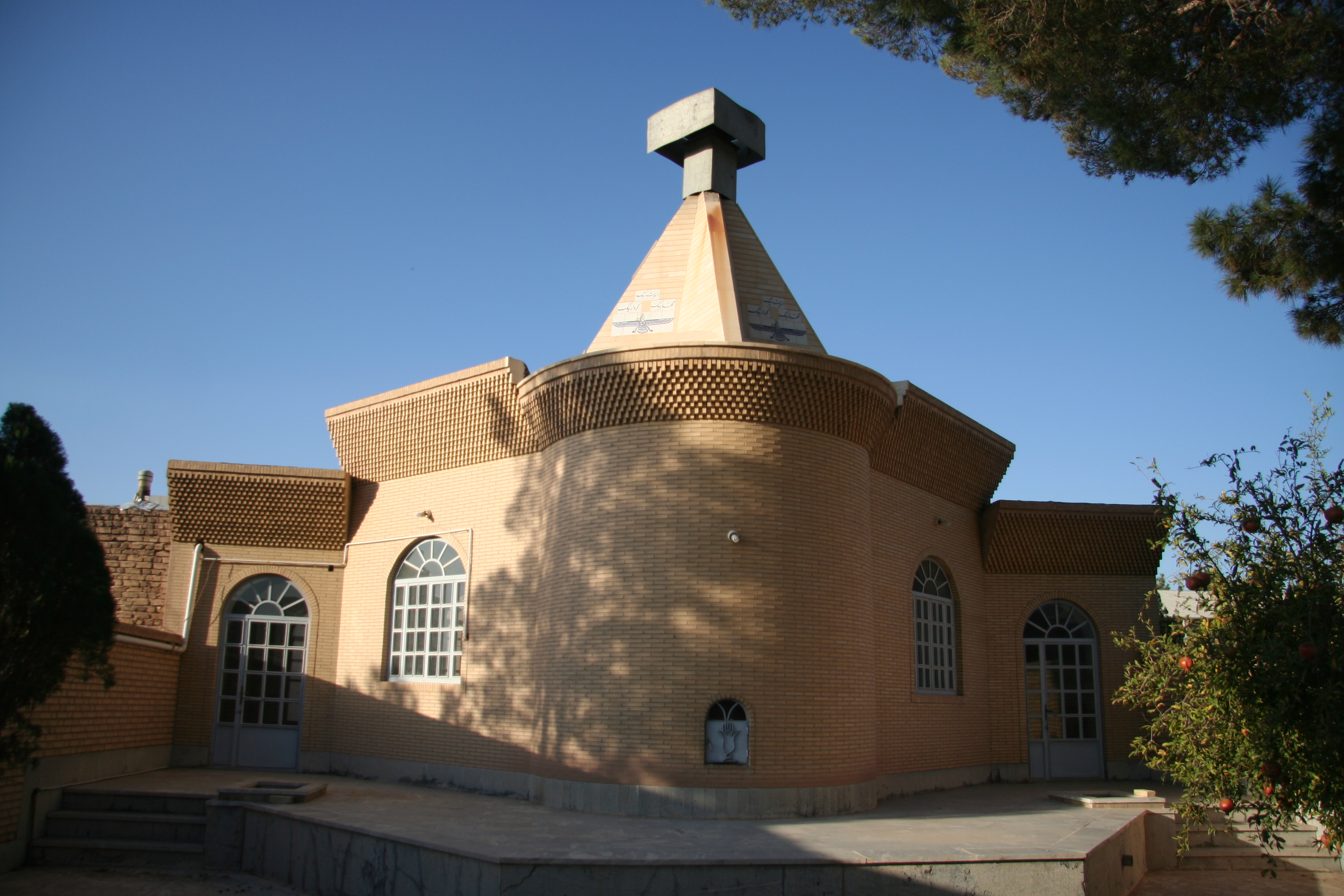
Храм огня Мазра-йе Калантара
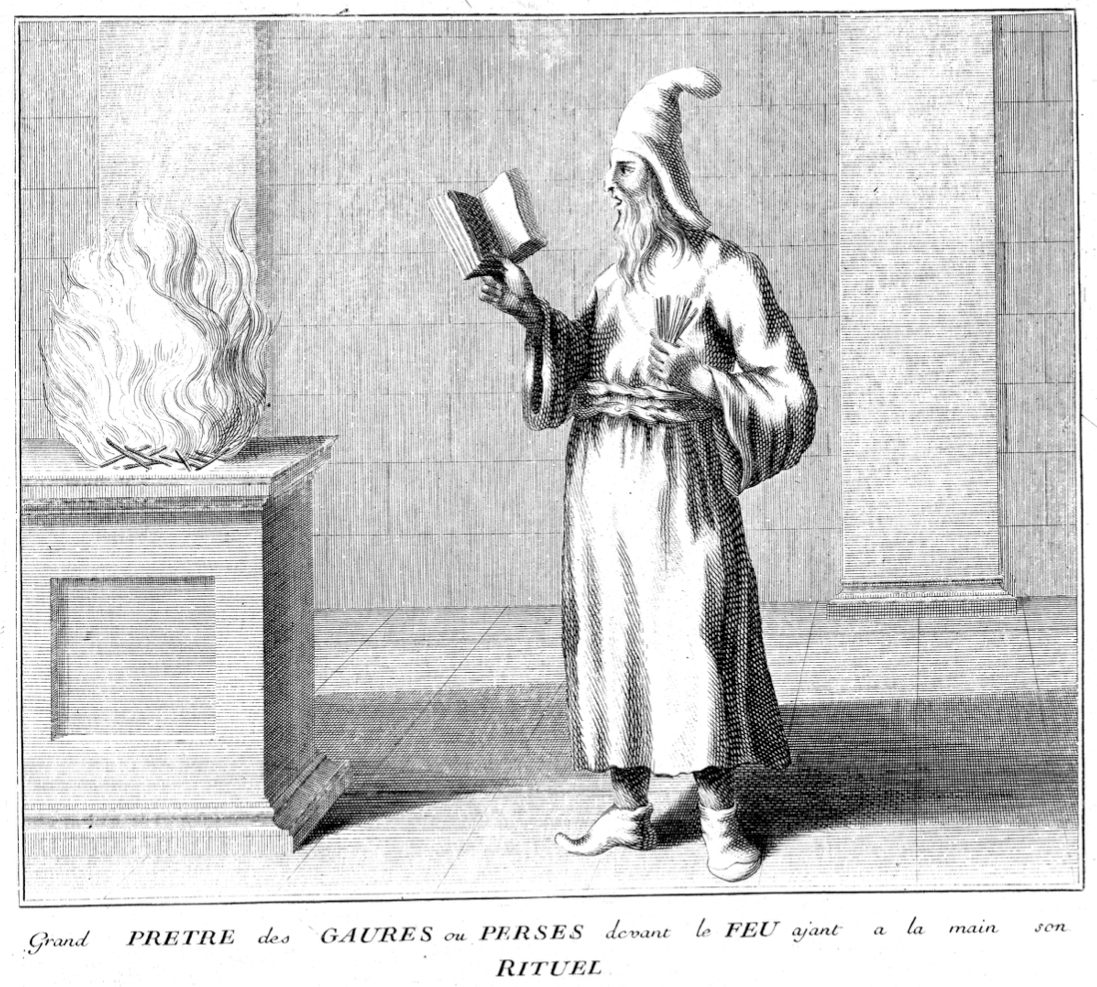
Зороастрийский священник читает книгу во время жертвоприношения, Бернар Пикарт (1673–1733)
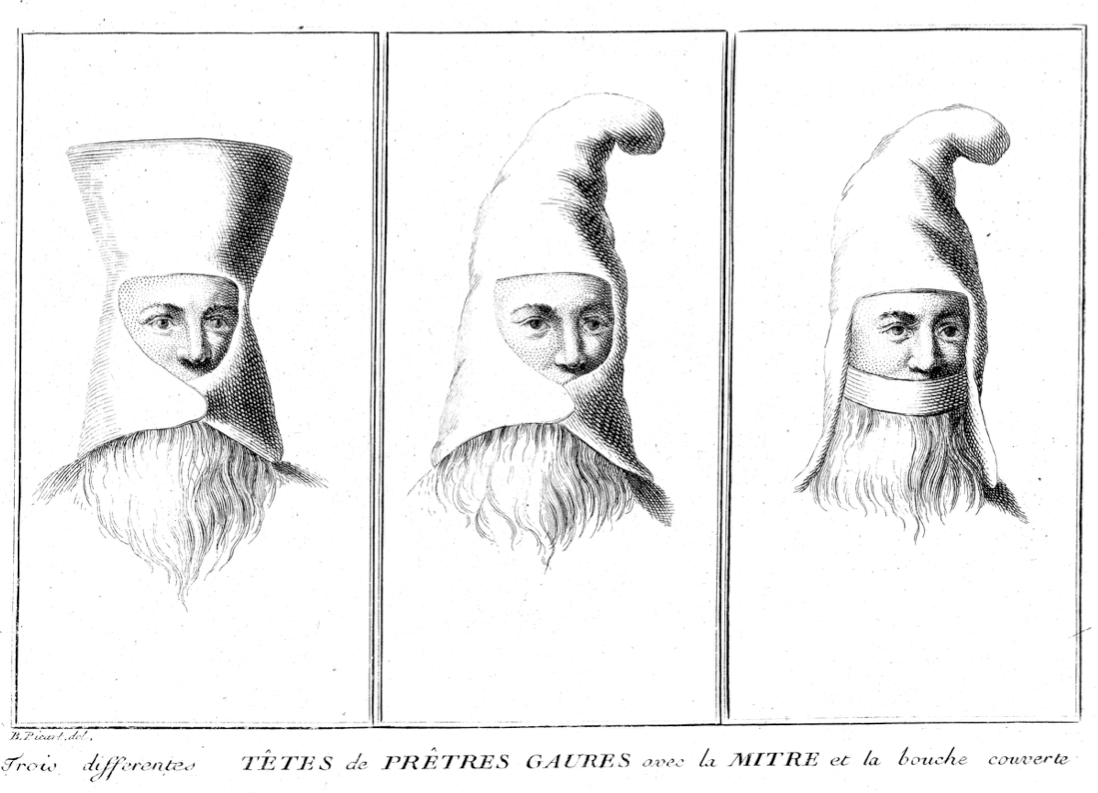
Три вида шапки священника с прикрытым ртом. Бернар Пикарт (1673–1733)